# Branislav Mitrović

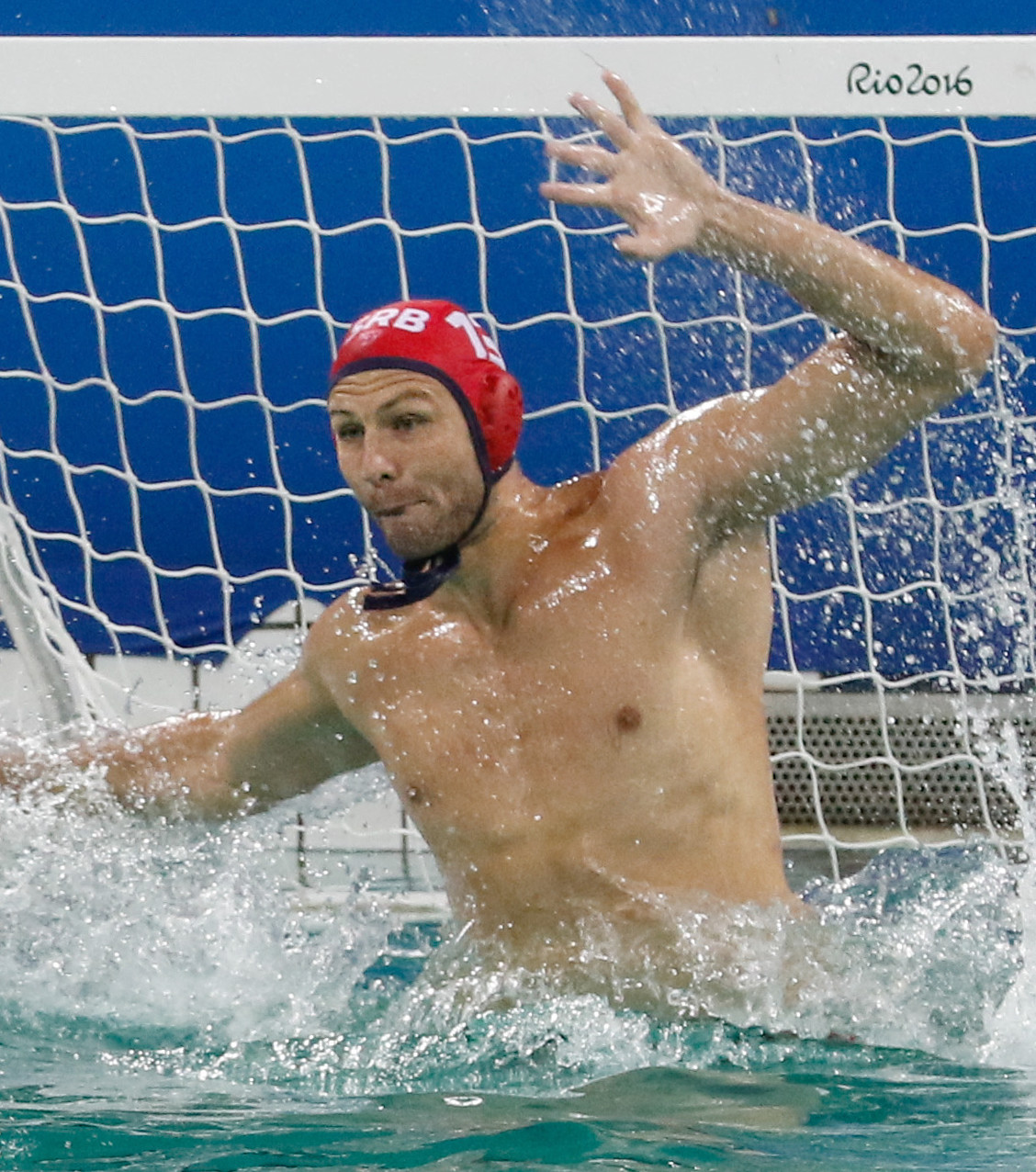
Branislav Mitrović bei den Olympischen Spielen 2016

Branislav Mitrović (serbisch-kyrillisch Бранислав Митровић; * 30. Januar 1985 in Novi Sad) ist ein serbischer Wasserballspieler. Er war zweimal Olympiasieger, einmal Weltmeister sowie viermal Europameister.

## Sportliche Karriere
Bei den Mittelmeerspielen 2005 belegte Branislav Mitrović mit der Mannschaft von Serbien und Montenegro den dritten Platz. Nach der Trennung dieses Staates 2006 gehörte er vorerst nicht zum Stamm der Nationalmannschaft. Bei der Universiade 2009 gewann er eine Bronzemedaille, 2011 in Shenzhen siegte die serbische Studentenauswahl. Anfang 2012 siegte Serbien im Finale der Europameisterschaft in Eindhoven gegen Montenegro und Branislav Mitrović gehörte erstmals zum Kader. Bei den Olympischen Spielen 2012 waren Slobodan Soro und Gojko Pijetlović als Torhüter für Serbien dabei.
Bei der Weltmeisterschaft 2013 in Barcelona erreichten die Serben nur den siebten Platz. Gojko Pijetlović und Branislav Mitrović wechselten sich im Tor ab. 2014 besiegten die Serben im Finale der Europameisterschaft in Budapest die ungarische Mannschaft. Branislav Mitrović war Ersatzmann hinter Gojko Pijetlović. Bei der Weltmeisterschaft 2015 in Kasan bezwangen im Finale die Serben die Kroaten mit 11:4. Anfang 2016 gewannen die Serben den Titel bei der Europameisterschaft in Belgrad. Beim olympischen Wasserballturnier in Rio de Janeiro belegten die Serben in ihrer Vorrundengruppe nur den vierten Platz. Mit Siegen über Spanien im Viertelfinale und über Italien im Halbfinale erreichten die Serben gleichwohl das Finale und bezwangen dort die kroatische Mannschaft mit 11:7. Branislav Mitrović hatte bei diesem Turnier deutlich mehr Einsatzzeit als Gojko Pijetlović, im Finale spielte Mitrović durch.
2017 bei der Weltmeisterschaft in Budapest gewann das serbische Team die Bronzemedaille, nachdem sie im Halbfinale gegen die Kroaten verloren hatten. 2018 siegte Serbien bei den Mittelmeerspielen in Tarragona vor der griechischen Mannschaft. Einen Monat später siegte Serbien bei der Europameisterschaft in Barcelona nach Fünfmeterschießen im Finale gegen Spanien. Branislav Mitrović wechselte sich in der Vorrunde mit Gojko Pijetlović ab, spielte dann aber meist durch. Nachdem die serbische Mannschaft sowohl bei der Weltmeisterschaft 2019 als auch bei der Europameisterschaft 2020 lediglich den fünften Platz belegt hatte, flog sie nicht als Favorit zu den Olympischen Spielen in Tokio. Serbien unterlag in der Vorrunde gegen Spanien und Kroatien. Nach einem Viertelfinalsieg über Weltmeister Italien und einem Halbfinalsieg über die Spanier gewannen die Serben das Finale gegen die Griechen mit 13:10.
Auf Vereinsebene spielte Branislav Mitrović zunächst beim Vaterpolo klub Vojvodina. Dann wechselte er zu VK Partizan Belgrad und war dreimal serbischer Meister. Ab 2010 spielte er in Ungarn.